# Тања Мишчевић
Тања Мишчевић (Земун, 6. август 1966) српска је политиколошкиња и универзитетска професорка. Професорка је на Факултету политичких наука Универзитета у Београду и министарка за европске интеграције у Влади Републике Србије.
Од септембра 2013. до септембра 2019. била је шефица Преговарачког тима за вођење преговора о приступању Србије Европској унији, а од октобра 2019. заменица генералне секретаркe Регионалног савета за сарадњу. Од 2022. до 2025. била је министарка за европске интеграције.

## Биографија
Тања Мишчевић је рођена 6. августа 1966. у Земуну. Дипломирала је на смеру за међународне односе ФПН у Београду, магистрирала на смеру за међународно право и организације 1997. а докторат стекла 2002. године.
Говори руски и енглески језик. Има неколико специјализација, између осталог на Универзитету у Бону и на Колеџу Европе у Брижу.
На ФПН-у је од 1995. године, сада је у звању ванредног професора. Предавала је као гостујући професор на неколико универзитета.
Била је водитељ модула Међународне организације на Дипломатској академији Министарства спољних послова Србије и Црне Горе. Од 2001. године руководила је Одељењем за европске студије Г17 Института у Београду.
Мишчевићева је 2003. и 2004. године била координатор обуке администрације СЦГ о питањима ЕУ. Од априла 2005. до новембра 2008. године била је директорка Канцеларије за европске интеграције.
Била је и чланица преговарачког тима Владе Србије за преговоре о закључењу Споразума о стабилизацији и придруживању и водила преговарачки тим Владе за закључење Споразума о визним олакшицама и Споразума о реадмисији између Србије и ЕУ.
Потпредседница је Европског покрета у Србији, а око годину и по, од априла 2009. до новембра 2010. била је чланица и потпредседница Одбора Агенције за борбу против корупције.
Влада Србије именовала је за државног секретара у Министарству одбране новембра 2010. године.
Септембра 2019. године је поднела оставку на месту шефице преговарачког тима, а 8. октобра је ступила на функцију Заменице Генералне секретарке Регионалног савета за сарадњу у Сарајеву.
Аутор је више чланака из области теорије и праксе функционисања међународних владиних организација, институционалне структуре ЕУ, уредник зборника текстова о основама деловања ЕУ.
Дана 26. октобра 2022. године је постала министарка за европске интеграције у Влади Србије.

## Награде
- Награда Допринос године Европи (2006)
- Награда Дуга (2014) [3]